# 서면 (순천시)
서면(西面)은 전라남도 순천시 동쪽에 위치한 면이다. 넓이는 103.52km2이고, 이름과는 달리 순천시 행정구역상 동쪽에 있다.

## 연혁
- 신라 경덕왕 16년 : 승평군
- 995년 (고려 성종 14년) : 승주군 북서면
- 1895년 (조선 고종 32년) : 순천군 서면
- 1949년 8월 15일 : 승주군 서면
- 1995년 1월 1일 : 순천시 서면

## 행정 구역
| 법정리 | 한자명 | 행정리                                                                                         | 비고                   |
| 구만리 | 九萬里 | 구만리, 둔대리, 수촌리, 개운리, 회룡리                                                         |                        |
| 구상리 | 九上里 | 구상리, 마륜리                                                                                 |                        |
| 대구리 | 大九里 | 대구1리, 대구2리                                                                               |                        |
| 동산리 | 東山里 | 동산리, 월산리, 임촌리, 문화리, 북차리                                                         | 면 행정복지센터 소재지 |
| 비월리 | 飛月里 | 비월리, 덕진리, 신기리                                                                         |                        |
| 선평리 | 船坪里 | 선평리, 건보리, 신흥리, 강청1리, 강청2리, 강청3리, 배들1리, 배들2리, 배들3리, 주공1리, 주공2리 |                        |
| 압곡리 | 鴨谷里 | 압곡리, 당본1리, 당본2리, 화정리, 건천리, 용림리, 율리                                         |                        |
| 운평리 | 雲坪里 | 운평리, 당천리, 월곡리, 용당리, 죽동리, 죽청리                                                 |                        |
| 죽평리 | 竹坪里 | 죽평리, 입석리                                                                                 |                        |
| 지본리 | 池本里 | 지본리, 구룡리, 금평리                                                                         |                        |
| 청소리 | 淸所里 | 청소리, 심원리, 송내리                                                                         |                        |
| 판교리 | 板橋里 | 판교리, 노은리, 추동리, 기동리                                                                 |                        |
| 학구리 | 鶴口里 | 학구리, 장척리, 신촌리                                                                         |                        |
| 흥대리 | 興垈里 | 흥대리, 연동리, 학동리                                                                         |                        |

## 교통
전라선과 국도 제17호선이 나란히 통과한다. 호남고속도로와 남해고속도로가 만나는 지점이기도 하며 남북으로 순천완주고속도로가 지나 남해고속도로와 교차한다.

## 교육 기관
- 동산초등학교 (동산리)
- 서산초등학교 (폐교) - 서면 둔대수계길 35 (구만리)
- 순천미래과학고등학교 (동산리 / 구 서면중학교 자리)

## 아파트
| 단지명                  | 건설사                    | 시행사                              | 주소                     | 입주        | 비고     |
| ----------------------- | ------------------------- | ----------------------------------- | ------------------------ | ----------- | -------- |
| 포레나 순천             | 한화㈜ 건설부문           | 코리아신탁㈜ (유)리더스유니온       | 선평동선길 12 (선평리)   | 2023년 1월  |          |
| 순천 모아엘가 리버파크  | 혜림건설㈜                | 모건주택㈜                          | 선평윗길 23 (선평리)     | 2022년 1월  |          |
| 금호어울림 더파크 1차   | 금호건설                  | ㈜코람코자산신탁 ㈜케이에스피글로벌 | 강청새길 5 (선평리)      | 2021년 5월  |          |
| 금호어울림 더파크 2차   | 금호건설                  | ㈜코람코자산신탁 ㈜케이씨엠글로벌   | 선평강청큰길 81 (선평리) | 2022년 4월  |          |
| 선평주공 1단지 배들마을 | 충일건설㈜ ㈜국제종합토건 | 대한주택공사                        | 배들이길 17 (선평리)     | 2001년 12월 |          |
| 선평주공 2단지          | 진흥건설㈜ 중흥건설       | 대한주택공사                        | 강청길 80 (선평리)       | 2004년 11월 | 국민임대 |
| 선평 빛찬들             | ㈜한양                    | 대한주택공사                        | 선평동선길 36 (선평리)   | 2017년 11월 | 국민임대 |